# Xã Lockport, Quận Will, Illinois
Xã Lockport (tiếng Anh: Lockport Township) là một xã thuộc quận Will, tiểu bang Illinois, Hoa Kỳ. Năm 2010, dân số của xã này là 60.010 người.